# 约翰·沃特斯 (自行车运动员)
约翰·沃特斯（英語：John Watters，1955年2月24日—），澳大利亚男子自行车运动员。他曾代表澳大利亚参加1982年英联邦运动会自行车比赛，获得一枚银牌。他也曾参加1984年夏季奥林匹克运动会。